# Auguste Poirson
Pour les articles homonymes, voir Poirson.
Auguste Poirson, né le 20 aout 1795 à Paris et mort le 14 juillet 1871 à Versailles, est un historien français.

## Biographie
Cité comme l’un des professeurs les plus distingués de l’Université de son temps, Poirson a apporté dans l’étude du passé national un esprit consciencieux et loyal. Après ses études au lycée Impérial de Paris et au lycée Napoléon, il intègre l’École normale supérieure, où il fait la rencontre d’Augustin Thierry, élève de la promotion 1811. Sorti en 1812, il a fait partie des pionniers qui enseignent l’histoire dans les collèges parisiens. D’abord professeur de rhétorique et d’histoire, puis proviseur à Henri-IV, il est chargé, en 1818, avec Charles Cayx (d) à Charlemagne et O.-C. Desmichels (d), à Condorcet, par la Commission royale de l’Instruction publique, de mettre au point le nouvel enseignement d’histoire à mettre en place dans l’enseignement des collèges royaux. 
Proviseur du collège de Saint-Louis, et plus tard, du collège Charlemagne, membre du conseil de l’Université sous le comte de Salvandy, il avait horreur des innovations et plaçait la vieille éducation classique au dessus de tout. Lors de l’introduction de la réforme préparée par Urbain Le Verrier et Jean-Baptiste Dumas, appelée la « bifurcation des études », qui visait à moderniser l’enseignement en créant une section scientifique distincte de la section littéraire à partir de la classe de quatrième, et en introduisant l’enseignement des langues vivantes et de la gymnastique, il a affiché son mépris pour l’anglais et l’allemand, dont il a détourné les meilleurs élèves. Ayant déclaré que tant qu’il serait proviseur, on n’appliquerait pas la réforme au lycée Charlemagne, il fut brusquement révoqué de sa place par le Ministre de l’Instruction publique Hippolyte Fortoul plutôt que de céder.
Sa situation aisée lui permettant de se passer de la place qu’on lui avait ôtée, il en a profité pour se remettre une ardeur redoublée à ses travaux historiques. Après s’être occupé jusque-là de l’histoire ancienne, avec une histoire romaine, contraire aux travaux qui se faisaient, à l’époque, en Allemagne, éclaircissant dans une histoire ancienne les origines de la Grèce homérique et la confusion entourant les successeurs d’Alexandre, il s’est ensuite appliqué aux temps modernes, avec une histoire d’Henri IV, ouvrage nommé par l’Académie, que Saint-Marc Girardin a appelée « un chef-d’œuvre d’exactitude et d’attention savante ». Il ne manque à ce travail que les défauts de la vie privée du Vert Galant dont Poirson n’a jamais pu se décider à parler. Saint-Marc Girardin rapporte même que Poirson avait failli se fâcher avec lui, pour avoir parlé légèrement sur l’attachement du Béarnais pour Gabrielle d'Estrées. Il a également fourni des articles à la Revue française, le Journal de l’Instruction publique et la Revue des Deux-Mondes.
Fatigué par le siège de Paris, la sollicitude de sa femme et de sa fille avait réussi à préserver sa santé, mais elles n’avaient pu le dérober aux lassitudes et aux inquiétudes du séjour en province, quand tous étaient séparés les uns des autres. Ceux de ses amis qui l’ont revu après ces évènements ont été frappés du changement qui s’était fait en lui, sans pouvoir pour autant pronostiquer que sa fin était si proche.

## Publications

### Ouvrages
- Tableau chronologique pour servir à l’étude de l’histoire ancienne, 5 éd. entre 1819 et 1825.
- Histoire romaine, depuis la fondation de Rome jusqu’à l’établissement de l’Empire, Paris, 1825, 2 vol. ; t. 1 sur Google Livres ; t. 2 sur Google Livres.
- Précis de l’histoire ancienne, Paris, 1827-1831 (lire en ligne).
- Précis de l’histoire de France pendant les temps modernes, Paris, 1834 (lire en ligne).
- Observations sur le règne de Louis XIII et le ministère de Richelieu, Paris, 1839 (lire en ligne).
- Précis de l’histoire des successeurs d’Alexandre, Paris, 1854.
- Histoire du règne de Henri IV, Paris, 1865 (lire en ligne).
- Atlas pour la guerre, les travaux publics, les beaux-arts pendant le règne de Henri IV, Paris, 1865.
- Mémoires de Villeroy et de Sancy, Paris, 1868 (lire en ligne).

### Articles
- « Examen de divers points du gouvernement et de l’administration de la République romaine et de l’ouvrage de M. Niebuhr », Römische Geschichte, 1837.
- Philologie. [Examen de l’ouvrage portant pour titre : Nouveau choix des poésies originales des troubadours, par M. Raynouard,… tome II, contenant le Lexique roman].
- Observations sur le règne de Louis XIII et le ministère de Richelieu, et sur l’ouvrage de M. Bazin, suivies de pièces justificatives, Paris, Imprimerie de H. Fournier et cie, 1839, 5 p. (lire en ligne).

### Éditeur scientifique
- Nicolas de Neufville de Villeroy et Nicolas Harlay de Sancy, Mémoires de Villeroy et de Sancy : documents divers parmi lesquels Le Procès-verbal de l’assemblée des notables réunis à Rouen en 1596, 1597, et les remontrances adressées par le Parlement de Paris à Henri IV en 1597, Paris, Librairie Académique, 1868, 190 p. (lire en ligne).